# Delarantal
Delarantalet (alternativt antal delare) för ett positivt heltal n, är antalet positiva delare till talet, inklusive 1 och n självt, och betecknas ofta d(n).

## Exempel
- Talet 28 är delbart med 1, 2, 4, 7, 14 och 28, så d(28) = 6.
- Talet 7 är delbart med 1 och 7, så d(7) = 2.
- Talet 12 är delbart med 1, 2, 3, 4, 6 och 12, så d(12) = 6.

## Egenskaper
Om primtalsfaktoriseringen av n är
{\displaystyle n=\prod _{i=1}^{r}p_{i}^{a_{i}}}
är delarantalet av n
{\displaystyle d(n)=\prod _{i=1}^{r}(a_{i}+1).}
Roger Heath-Brown bevisade 1984 att det finns oändligt många n så att 
{\displaystyle d(n)=d(n+1).}

## Tillväxt
För alla {\displaystyle \epsilon >0} är
{\displaystyle d(n)=o(n^{\epsilon }).}
Severin Wigert har bevisat att
{\displaystyle \limsup _{n\to \infty }{\frac {\log d(n)}{\log n/\log \log n}}=\log 2.}
Å andra sidan, eftersom det finns oändligt många primtal, är
{\displaystyle \liminf _{n\to \infty }d(n)=2.}
Peter Gustav Lejeune Dirichlet bevisade att delarfunktionen satisfierar  
{\displaystyle {\mbox{for all }}x\geq 1,\sum _{n\leq x}d(n)=x\log x+(2\gamma -1)x+O({\sqrt {x}})}
där {\displaystyle \gamma } är Eulers konstant. Att förbättra feltermen {\displaystyle O({\sqrt {x}})} i formeln är känt som Dirichlets delarproblem.

## Genererande funktioner
Några dirichletserier vars koefficienter är d(n) eller relaterade funktioner är
{\displaystyle \zeta ^{2}(s)=\sum _{n=1}^{\infty }{\frac {d(n)}{n^{s}}}}
{\displaystyle {\frac {\zeta ^{3}(s)}{\zeta (2s)}}=\sum _{n=1}^{\infty }{\frac {d(n^{2})}{n^{s}}}}
{\displaystyle {\frac {\zeta ^{4}(s)}{\zeta (2s)}}=\sum _{n=1}^{\infty }{\frac {d(n)^{2}}{n^{s}}}.}

## Relation till andra aritmetiska funktioner
{\displaystyle 2^{\omega (n)}\leq d(n)\leq 2^{\Omega (n)}\;}